# Інститут електродинаміки НАН України
Інститу́т електродина́міки Націона́льної акаде́мії нау́к Украї́ни — провідний науковий заклад України у галузі електротехніки, електроенергетики та дослідження електродинамічних процесів. Знаходиться у структурі Національної академії наук України.

## Історія
У 1947 році на базі електротехнічного відділу Інститут енергетики АН УРСР був створений Інститут електротехніки АН УРСР (з 1963 року — Інститут електродинаміки). У цьому Інституті під керівництвом його фундатора академіка Сергія Лебедєва в 1950 році було створено першу на євразійському континенті Малу електронну обчислювальну машину (МЕОМ).
На основі підрозділів установи в свій час були засновані:
- Обчислювальний центр АН УРСР (тепер — Інститут кібернетики імені В. М. Глушкова НАН України),
- Інститут проблем моделювання в енергетиці імені Г. Є. Пухова НАН України,
- Інститут загальної енергетики НАН України,
- Інститут відновлюваної енергетики НАН України.

Інститут знаходиться за адресою: Україна, місто Київ, проспект Берестейський, 56.

## Науковці
Інститут має потужний науковий потенціал. Станом на 2024 рік в його 11 відділах працюють:
- 4 академіки НАН України,
- 5 членів-кореспондентів НАН України,
- 41 доктор і 78 кандидатів наук.

Загальна чисельність співробітників інституту становить 296 осіб.
- Антонов Олександр Євгенович — завідувач відділу перетворення та стабілізації електромагнітних процесів (2005—2019), заступник директора з наукової роботи (2007—2019).
- Гречко Едуард Микитович — науковий співробітник (1967—1988).
- Євдокимов Віктор Федорович — науковий співробітник (1971—1981).
- Жаркін Андрій Федорович — заступник директора з наукової роботи (з 1999), завідувач відділу стабілізації параметрів електромагнітної енергії (з 2014).
- Корчевий Юрій Петрович — науковий співробітник, завідувач відділу фізики низькотемпературної плазми (1983—1985).
- Кулик Михайло Миколайович — науковий співробітник, завідувач відділу оптимізації управління енергосистемами (1979—1981).
- Лебедєв Олексій Володимирович — науковий співробітник (1972—2002).
- Малиновський Борис Миколайович — науковий співробітник (1953—1961).
- Синьков Михайло Вікторович — науковий співробітник (1972—1981).
- Стогній Борис Сергійович — завідувач відділу автоматизації електричних систем (1975—2016).
- Счастлівий Геннадій Григорович — заступник директора з наукової роботи (1974—1990), завідувач відділу моделювання машин змінного струму (1976—2000).
- Тонкаль Володимир Юхимович — завідувач відділу (1975—1988).
- Шаповал Іван Андрійович — заступник директора з наукової роботи (з 2019), завідувач відділу перетворення та стабілізації електромагнітних процесів (з 2019).

### Директори
У різні роки Інститут очолювали:
- академік АН УРСР Сергій Лебедєв (1947—1952),
- член-кореспондент АН УРСР Анатолій Нестеренко (1952—1959),
- член-кореспондент АН УРСР Олександр Мілях (1959—1973),
- академік НАН України Анатолій Шидловський (1973—2007),
- академік НАН України Олександр Кириленко (з 2007)

## Напрями роботи
Станом на 2024 рік в структурі інституту налічується 11 наукових відділів.
Основні наукові напрями роботи Інституту:
- перетворення і стабілізація параметрів електромагнітної енергії;
- підвищення ефективності і надійності процесів електромеханічного перетворення енергії;
- аналіз, оптимізація і автоматизація режимів електроенергетичних систем;
- інформаційно-вимірювальні системи і метрологічне забезпечення в електроенергетиці;
- комплексні енергетичні системи з відновлюваними джерелами енергії.

В Інституті сформовані наукові школи:
- стабілізація параметрів електроенергії, електромагнітна сумісність в електричних системах, підвищення якості енергії, ефективного її перетворення і використання;
- високоефективні електромеханічні системи;
- управління й інформаційні технології в енергетиці;
- електричні і магнітні вимірювання, метрологія в енергетиці;
- комплексні енергетичні системи з відновлюваними джерелами енергії;
- системи стабілізованого струму;
- оптимальне керування електромагнітними процесами в багатофазних системах з джерелами спотворень;

Установа видає науково-прикладний журнал «Технічна електродинаміка» та збірник «Праці Інституту електродинаміки НАН України».